# Temple of Thought
Temple of Thought è il quinto album in studio del gruppo musicale alternative rock finlandese Poets of the Fall, pubblicato nel 2012.

## Tracce
1. Running Out of Time – 3:11
2. Temple of Thought – 4:36
3. Cradled in Love – 4:42
4. Kamikaze Love – 3:39
5. The Lie Eternal – 4:32
6. Skin – 4:27
7. The Distance – 5:04
8. Show Me This Life – 4:27
9. Morning Tide – 4:39
10. The Ballad of Jeremiah Peacekeeper – 5:05
11. The Happy Song – 4:19